# Microrégion de Caratinga
La microrégion de Caratinga est l'une des sept microrégions qui subdivisent la vallée du Rio Doce, dans l'État du Minas Gerais au Brésil.
Elle comporte 20 municipalités qui regroupaient 247 115 habitants en 2006 pour une superficie totale de 5 511 km2.

## Municipalités[1]
- Bom Jesus do Galho
- Bugre
- Caratinga
- Córrego Novo
- Dom Cavati
- Entre Folhas
- Iapu
- Imbé de Minas
- Inhapim
- Ipaba
- Piedade de Caratinga
- Pingo-d'Água
- Santa Bárbara do Leste
- Santa Rita de Minas
- São Domingos das Dores
- São João do Oriente
- São Sebastião do Anta
- Tarumirim
- Ubaporanga
- Vargem Alegre